# 야스다 스즈히토
야스다 스즈히토(일본어: 安田典生)는 일본의 만화가, 삽화가, 디자이너이다.
주로 애니메이션 풍의 뚜렷한 가는 선과 요염한 색채로 그려지는 캐릭터가 특징적이다. 선화의 정서는 샤프 펜으로 그리고 있다